# Первая битва за Брегу
Пе́рвая би́тва за Бре́гу — бой за город Марса-Брега во время Гражданской войны в Ливии 2 марта 2011 года. Сражение началось, когда правительственные войска, подконтрольные Каддафи напали на город, находящимся под контролем сил Национального переходного совета в первые часы 2 марта 2011 года.

## Битва
Битва началась в первые часы 2 марта 2011 года. В ночь на 2 марта около 200 хорошо вооружённых солдат прибыли в Брегу на более чем 100 транспортных средств. Им удалось установить контроль над нефтеперерабатывающим заводом, аэропортом, а также университетским городком. Далее на расстоянии 2-3 километров от центра города, лоялистам удалось навязать повстанцам бой и сковать их силы. По сообщениям корреспондентов ряда новостных изданий повстанцы начали мобилизацию и укрылись в дюнах для маскировки. Большинство из них были добровольцами из контролируемых повстанцами городов Адждабия и Бенгази.
Поскольку битва шла полным ходом, пилоты ливийских ВВС, верные Каддафи, бомбили Адждабию. Тем не менее, через несколько часов, повстанческие подкрепления из Адждабии прибыли в Брега и отбросили бойцов сил Каддафи к университетскому кампусу, где они попали в осаду. Двигаясь вдоль побережья, повстанцы взбирались по песчаным дюнам на берегу вверх по склону к зданию университета, находясь под постоянным миномётным огнём. В какой-то момент военный самолет атаковал дюны в попытке разогнать повстанцев, но никто из них не пострадал, и осада продолжилась. По словам повстанцев силы Каддафи в университете использовали гражданских лиц в качестве живого щита. Правительственные войска в конце концов вырвались из университета и из города, отступив примерно на 8 километров к западу. Офицер повстанческих сил сказал про войска Каддафи, что у них возможно закончились боеприпасы и таким образом они были вынуждены отступить.
Было отмечено, что силы Каддафи вытаскивали женщин и детей из своих автомобилей на трассе Триполи-Бенгази и использовали их в качестве живого щита.
Правительство силы после боя отступили к Рас-Лануфу, примерно в 120 км к западу от Бреги.

## Последствия
По крайней мере 14 человек были убиты в бою, хотя некоторые информагентства оценивали потери в пять человек. Журналисты, прибывшие из Бенгази увидели четырёх мертвых, два из которых были явно бойцами сил Каддафи. По меньшей мере 14 бойцов оппозиции были убиты за день и 28 ранены. Восемь погибших были бывшие нефтяники. Повстанцы заявили, что они убили 10 лоялистов и взяли в плен ещё нескольких.
Наступление на Брегу, нефтяной порт, стало первым крупным наступлением режима против сил оппозиции в восточной части Ливии, где население, при поддержке мятежных армейских подразделений, подняли восстание и свергли власть Каддафи в течение нескольких дней. Перед наступлением Каддафи предупредил оппозицию, что он будет бороться «до последнего мужчины и женщины». После битвы были проведены торжества повстанцами и местными жителями в Бреге и Адждабии. По данным корреспондента BBC Джона Симпсона, повстанцы «очень гордятся» победой и общее настроение в Бреге такое, что войска Каддафи не страшны.
3 марта силы Каддафи провели бомбардировку территории между НПЗ и жилой зоны в Бреге, повстанцы также сообщили о воздушном налете на свои позиции в Адждабии. Тогда же у повстанцев была замечена ствольная артиллерия — 106-мм безоткатные орудия M40. Пр некоторым мнениям эта битва за Брегу показала, что обе стороны на тот момент не в состоянии нанести поражение другой.
4 марта силы оппозиции начали штурм Рас-Лануфа. 6 марта продвижение повстанцев было остановлено в ходе битвы за Бин-Джавад и правительственные войска отбили Рас-Лануф 10 марта. Бойцы оппозиции посоветовали местным жителям покинуть зону вокруг Бреги в ожидании наступления лоялистов. Вторая битва за Брегу началась 13 марта и повстанцы пытались оборонять жилые районы города и нефтеперерабатывающий завод. Но на следующий день город оказался в руках лоялистов.